# Balthasar Ommeganck
Balthasar Paul Ommeganck (Anversa, 26 dicembre 1755 – Anversa, 18 gennaio 1826) è stato un pittore fiammingo di paesaggi e animali. Tramite le sue opere e la sua attività d'insegnante dette un fondamentale impulso alla rivitalizzazione della pittura di paesaggio nei Paesi Bassi.

## Biografia
Quarto figlio di Paulus Ommeganck e Barbara Laenen, nel 1767 si iscrisse alla Gilda di San Luca di Anversa come allievo di Henri Joseph Antonissen. Contemporaneamente partecipò anche alle lezioni all'Accademia di Anversa dove nel 1771 ottenne un secondo premio per il disegno. Si specializzò in paesaggi ed eccelse nella resa del mantello di animali, in particolare delle pecore.
Il 26 giugno 1781 sposò Petronilla Isabella Maria Jacoba Parrin, da cui ebbe due figli e sette figlie (tra di esse la pittrice Marie Ommeganck).
Nel 1788, con Hendrik de Cort ed altri, fondò una società di artisti, la Konstmaetschappij.
Nel 1789 divenne decano della Gilda di San Luca di Anversa, che fu sciolta nel 1794 dagli occupanti francesi. Fu anche membro dell'Institut de France e delle Accademie di Amsterdam, Bruxelles, Gand, Monaco e Vienna. 
Nel 1814 venne nominato dal governo olandese, assieme a Petrus Johannes van Regemorter, tra i commissari per il recupero degli oggetti d'arte che la Francia aveva trafugato durante l'occupazione. 
Tra i suoi allievi si ricordano Jan Baptiste Berré, Jan Baptiste de Jonghe, Frédéric Théodore Faber, Pieter Martinus Gregoor, Jacob van Kouwenhoven, Hendrik Aarnout Myin, Ignatius Josephus van Regemorter, Adrianus de Visser, Eugène Joseph Verboeckhoven, Julien-Joseph Ducorron e sua sorella Maria Jacoba Ommeganck.

## Galleria d'immagini

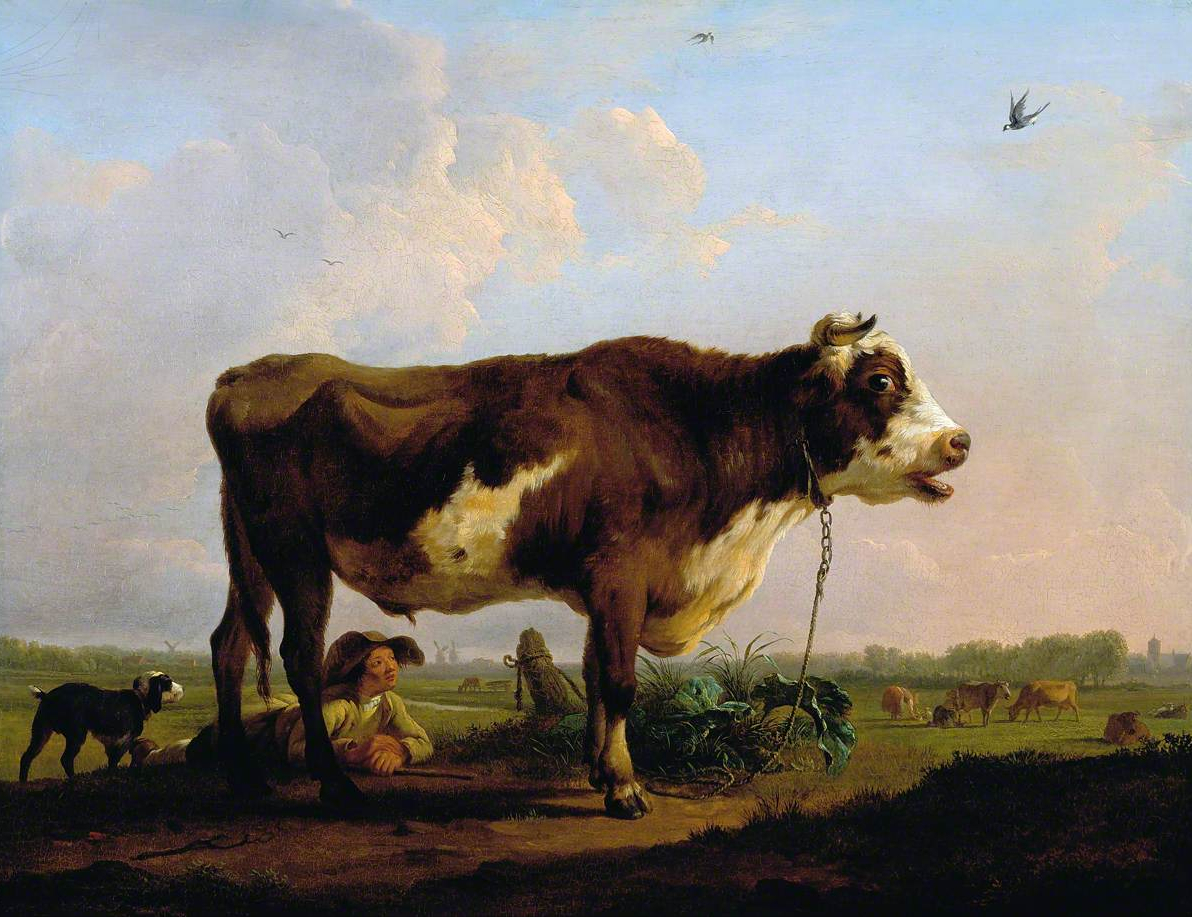
Il toro
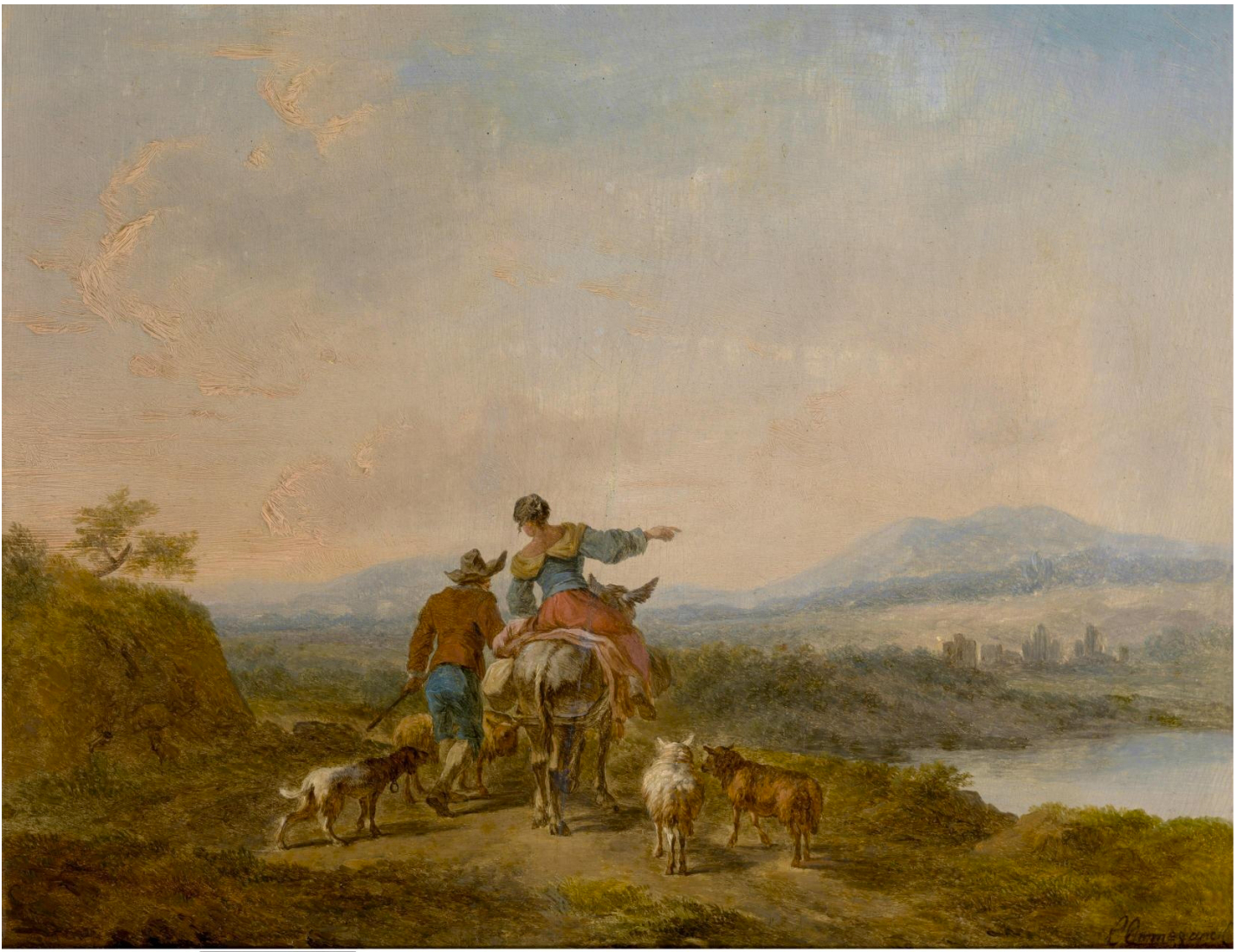
Paesaggio con figure
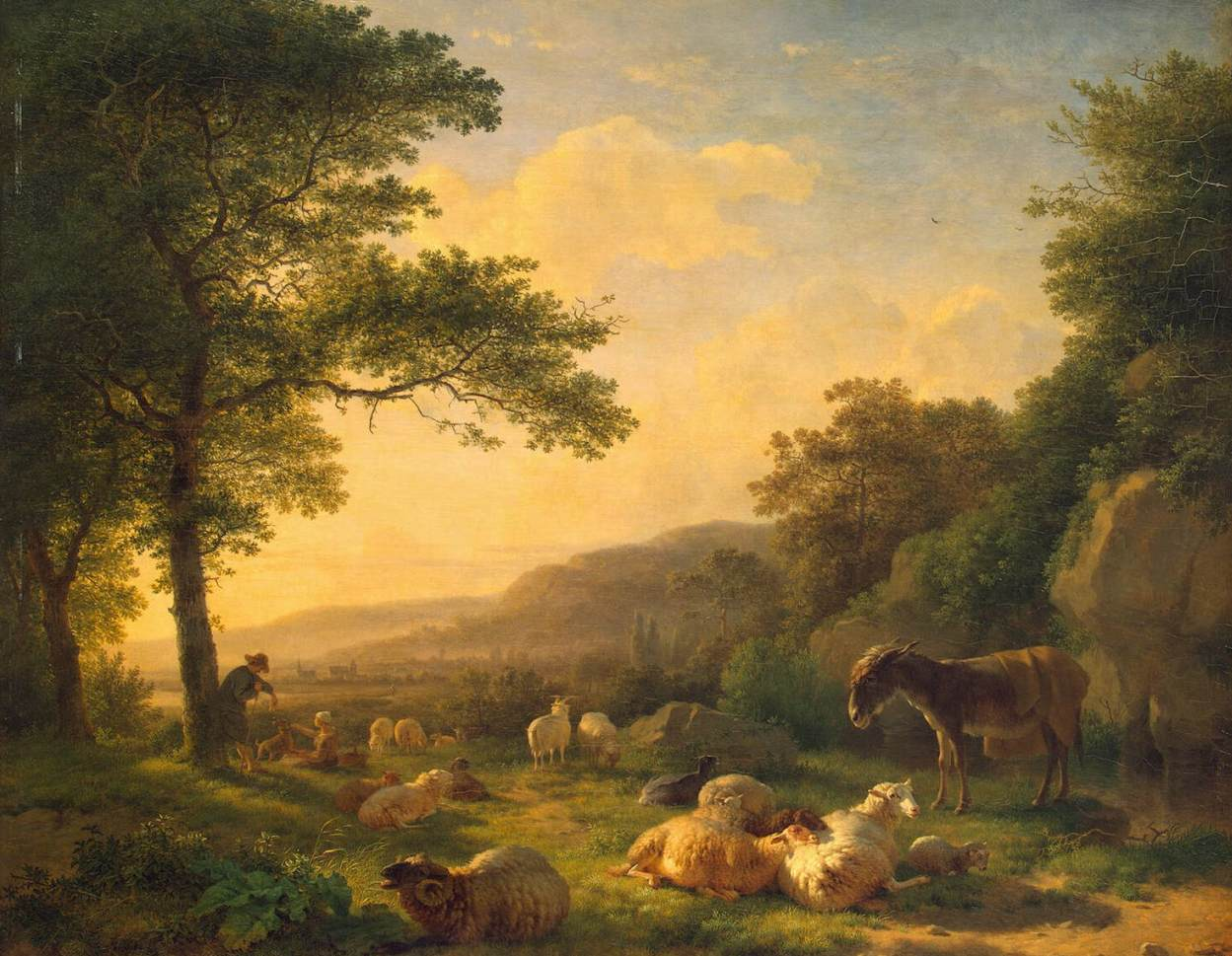
Paesaggio con un gruppo di montoni, Ermitage, San Pietroburgo
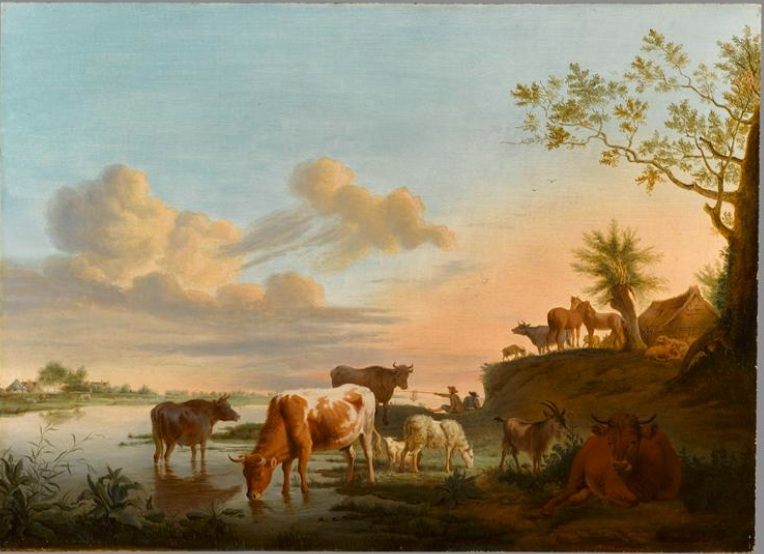
Bestie al pascolo